# Wilhelm Müller (Politiker, 1830)

Wilhelm-Cord Müller um 1890

Wilhelm-Cord Müller (* 22. März 1830 in Scheeßel; † 14. Mai 1915 ebenda) war ein deutscher Landwirt und Mitglied des Deutschen Reichstags.

## Leben
Wilhelm Müller besuchte das Polytechnikum in Hannover und wurde Landwirt, Mühlen- und Ziegeleibesitzer.
Müller war von 1876 bis 1900 Mitglied des Bezirks-Ausschusses Stade, des Landes-Eisenbahnrats und Bezirks-Eisenbahnrats. Außerdem war er von 1880 bis 1898 Präsident des Provinzial-Landwirtschafts-Vereins für den Regierungs-Bezirk Stade, von 1893 bis 1903 Mitglied der Landwirtschaftskammer für die Provinz Hannover, von 1887 bis 1913 Vorsitzender des Hannoverschen Sparkassen-Verbandes und von 1882 bis 1898 Mitglied der Landessynode Hannover. Von 1876 bis 1900 war er Vorsitzender der Sparkasse Scheeßel, deren Mitbegründer er war.
Von 1893 bis 1898 war er Mitglied des Deutschen Reichstags für den Wahlkreis Provinz Hannover 17 (Harburg, Rotenburg in Hannover, Zeven) und die Deutsche Reichspartei, deren Fraktion er sich im Reichstag lediglich als Hospitant anschloss.
Müller wurde 1899 zum Landesökonomierat ernannt. Er erhielt für seine Verdienste den Königlich preußischen Roten Adler-Orden 4. Klasse und den Kronen-Orden 3. Klasse.